# デュアルライフ
デュアルライフ（dual life）とは、都市と農山漁村を行き交うライフスタイルを意味する和製英語。二地域居住、二拠点生活とも。
デュアルライフを行う者を、デュアラー（dualer）と呼ぶ。
グリーンツーリズムのうち長期間、あるいは反復的な滞在を行うもの。
滞在型市民農園やセカンドハウスなどで継続的な生活の拠点とすることを指し、一時滞在とは区別される。